# Antun Skenderović
Antun Skenderović ( 1932. – Subotica, 20. ožujka 2008.) je bio hrvatski političar i kulturni djelatnik iz Vojvodine. Po struci je bio dipl. inž. agronomije.
Bio je jednim od utemeljitelja Hrvatskog kulturno-umjetničkog društva Bunjevačko kolo. Težinu tom činu daje činjenica što je taj HKUD bio utemeljen u vrijeme hrvatskog proljeća, 1971.
Bio je jedan od osnivača i prvi zastupnik kojeg je dao Demokratski savez Hrvata u Vojvodini u Skupštini Srbije nakon što je ponovno uvedeno višestranačje u Srbiji, početkom 1990-ih. Tada je Skenderović bio među prvim vojvođanskim Hrvatima koji su shvatili nužnost organiziranja tamošnjih Hrvata. 